# Roger Fournier
Roger Fournier (* 22. Oktober 1929 in Saint-Anaclet-de-Lessard; † 31. Mai 2012 in Montreal) war ein kanadischer Schriftsteller und Filmregisseur.
Fournier besuchte das Seminar von Rimouski und studierte an der Universität Laval. Ab 1954 arbeitete er als Regisseur beim Fernsehen von Radio-Canada-Montréal. Er kehrte nach Paris zurück, um seine Ausbildung an der Sorbonne fortzusetzen, wurde aber bald Regieassistent von Claude Autant-Lara. Daneben studierte er Drama bei René Simon.
1959 kehrte er nach Kanada zurück, wo er zu schreiben begann und bei Radio Canada Sendungen wie Moi et l'autre und La bande des six produzierte. Ab 1986 arbeitete er als freier Schriftsteller und Regisseur. Er schrieb für Zeitschriften und Magazine wie Châtelaine, Perspectives, Écrits du Canada français, Liberté und Le Petit Journal und verfasste zwanzig Romane, darunter La danse éternelle und Les sirènes du Saint-Laurent. Für Les cornes sacrées erhielt er 1977 den Prix Louis-Barthon der Académie française und für Le Cercle des arènes 1982 den Prix du Gouverneur général pour romans et nouvelles sowie den Prix Québec-Paris.